# Xipre al Festival de la Cançó d'Eurovisió
Xipre va debutar al Festival de la Cançó d'Eurovisió el 1981 i, des de llavors, ha estat present en totes les edicions, excepte el 1988 l'any en què la seva cançó va ser desqualificada, 2001 i 2014.
El seu millor resultat ha estat el segon lloc que Eleni Foureira va obtenir en 2018. A més, en tres ocasions ha aconseguit el cinquè lloc: el 1982, amb Anna Vissi; en 1997, amb Chara & Andreas Constantinou; i en 2004, amb Lisa Andreas.
En 1988, Xipre va retirar la seva cançó després que la radiodifusora CyBC determinés que la cançó no complia amb els requisits de participació a causa que aquesta ja havia participat (sense ser seleccionada) en el procés de selecció nacional de 1984, la qual cosa és un incompliment de les regles de selecció per al certamen. En 2001, el país no es va qualificar per al festival pels baixos resultats obtinguts en les edicions anteriors, d'acord amb els processos de qualificació del moment.
La major part de les cançons xipriotes han estat cantades en grec o en anglès, amb les excepcions de 2000 quan la cançó «Nomiza» incloïa grec i italià, i la de 2007, quan Evridiki va interpretar «Comme Ci, Comme Ça» en francès. Encara que el turc és una de les llengües oficials del país, cap cançó xipriota l'ha usat, atès que no hi ha hagut cap xipriota turc que hagi participat en el festival.
Molt conegut és l'intercanvi dels "12 punts" entre Grècia i Xipre, per raons d'afinitat cultural. Des que existeix el televot (1998), sempre que han coincidit, l'intercanvi dels 12 punts s'ha realitzat sempre (normalment amb la disconformitat del públic). No obstant això, Xipre no va votar la seva veïna Turquia fins l'edició de 2003, quan el portaveu xipriota va donar vuit punts a la cantant que resultaria guanyadora, Sertab Erener, fent el símbol de la pau amb la seva mà. En 2015, malgrat que totes les apostes deien que no passaria de la semifinal, va passar amb el 6è lloc, i després en la final va aconseguir el 22è lloc amb 11 punts. En 2016, en canvi, les apostes auguraven un molt millor resultat que l'any anterior però finalment, encara que es van classificar, van quedar només una posició més amunt. En 2018, van obtenir el seu millor resultat històric amb «Fuego» d'Eleni Foureira, qui va quedar 2a tant en la semifinal (262 punts) com en la final (436 punts). Un any després, amb l'objectiu d'igualar o millorar el resultat de Foureira, Tamta Goduadze i el tema «Replay» van quedar en 13a posició amb 109 punts.
En les últimes edicions, Xipre només ha aconseguit superar la semifinal en 2010, 2012, 2015, 2016, 2017, 2018 i 2019.
En un total de 9 ocasions, Xipre ha aconseguit estar dins de la gran final en el TOP-10.

## Participacions
Llegenda
| Any                         | Seu         | Artista                               | Cançó                               | Final                | Punts                | Semifinal                   | Punts.                      |
| --------------------------- | ----------- | ------------------------------------- | ----------------------------------- | -------------------- | -------------------- | --------------------------- | --------------------------- |
| 1981                        | Dublín      | Island                                | «Monika»                            | 6                    | 69                   | No va haver-hi semifinals   | No va haver-hi semifinals   |
| 1982                        | Harrogate   | Anna Vissi                            | «Mono I Agapi»                      | 5                    | 85                   | No va haver-hi semifinals   | No va haver-hi semifinals   |
| 1983                        | Múnic       | Stavros & Constantina                 | «I Agapi Akoma Zi»                  | 16                   | 26                   | No va haver-hi semifinals   | No va haver-hi semifinals   |
| 1984                        | Luxemburg   | Andy Paul                             | «Anna Maria Elena»                  | 15                   | 31                   | No va haver-hi semifinals   | No va haver-hi semifinals   |
| 1985                        | Göteborg    | Lia Vissi                             | «To Katalava Arga»                  | 17                   | 15                   | No va haver-hi semifinals   | No va haver-hi semifinals   |
| 1986                        | Bergen      | Elpida                                | «Tora Zo»                           | 20                   | 4                    | No va haver-hi semifinals   | No va haver-hi semifinals   |
| 1987                        | Brussel·les | Alexia                                | «Aspro Mavro»                       | 7                    | 80                   | No va haver-hi semifinals   | No va haver-hi semifinals   |
| 1988                        | Dublín      | Yiannis Dimitrou & Scott Adams        | «Thimame»                           | Desqualificat        | Desqualificat        | Desqualificat               | Desqualificat               |
| 1989                        | Lausana     | Yiannis Savvidakis & Fani Polymeri    | «Apopse As Vrethoume»               | 11                   | 51                   | No va haver-hi semifinals   | No va haver-hi semifinals   |
| 1990                        | Zagreb      | Haris Anastazio                       | «Milas Poli»                        | 14                   | 36                   | No va haver-hi semifinals   | No va haver-hi semifinals   |
| 1991                        | Roma        | Elena Patroklou                       | «SOS»                               | 9                    | 60                   | No va haver-hi semifinals   | No va haver-hi semifinals   |
| 1992                        | Malmö       | Evridiki                              | «Teriazoume»                        | 11                   | 57                   | No va haver-hi semifinals   | No va haver-hi semifinals   |
| 1993                        | Millstreet  | Kyriakos Zympoulakis & Dimos Van Beke | «Mi Stamatas»                       | 19                   | 17                   | Kvalifikacija za Millstreet | Kvalifikacija za Millstreet |
| 1994                        | Dublín      | Evridiki                              | «Ime Anthropos Ki Ego»              | 11                   | 51                   | No va haver-hi semifinals   | No va haver-hi semifinals   |
| 1995                        | Dublín      | Alex Panayi                           | «Sti fotia»                         | 9                    | 79                   | No va haver-hi semifinals   | No va haver-hi semifinals   |
| 1996                        | Oslo        | Constantinos Christoforou             | «Mono yia mas»                      | 9                    | 72                   | 15                          | 42                          |
| 1997                        | Dublín      | Hara & Andreas Constantinou           | «Mana mou»                          | 5                    | 98                   | No va haver-hi semifinals   | No va haver-hi semifinals   |
| 1998                        | Birmingham  | Michalis Hatzigiannis                 | «Genesis»                           | 11                   | 37                   | No va haver-hi semifinals   | No va haver-hi semifinals   |
| 1999                        | Jerusalem   | Marlen Angelidou                      | «Tha'ne erotas»                     | 22                   | 2                    | No va haver-hi semifinals   | No va haver-hi semifinals   |
| 2000                        | Estocolm    | Voice                                 | «Nomiza»                            | 21                   | 8                    | No va haver-hi semifinals   | No va haver-hi semifinals   |
| No hi va participar en 2001 |             |                                       |                                     |                      |                      |                             |                             |
| 2002                        | Tallinn     | One                                   | «Gimme»                             | 6                    | 85                   | No va haver-hi semifinals   | No va haver-hi semifinals   |
| 2003                        | Riga        | Stelios Konstantas                    | «Feeling alive»                     | 20                   | 15                   | No va haver-hi semifinals   | No va haver-hi semifinals   |
| 2004                        | Istanbul    | Lisa Andreas                          | «Stronger every minute»             | 5                    | 170                  | 5                           | 149                         |
| 2005                        | Kíev        | Constantinos Christoforou             | «Ela ela»                           | 18                   | 46                   | Top 12 de l'any anterior    | Top 12 de l'any anterior    |
| 2006                        | Atenes      | Annette Artani                        | «Why angels cry»                    | No es va classificar | No es va classificar | 15                          | 57                          |
| 2007                        | Hèlsinki    | Evridiki                              | «Comme ci, comme ça»                | No es va classificar | No es va classificar | 15                          | 65                          |
| 2008                        | Belgrad     | Evdokia Kadi                          | «Femme fatale»                      | No es va classificar | No es va classificar | 15                          | 36                          |
| 2009                        | Moscou      | Christina Metaxa                      | «Firefly»                           | No es va classificar | No es va classificar | 14                          | 32                          |
| 2010                        | Oslo        | Jon Lilygreen & The Islanders         | «Life looks better in spring»       | 21                   | 27                   | 10                          | 67                          |
| 2011                        | Düsseldorf  | Christos Mylordos                     | «Sant aggelos s'agapisa»            | No es va classificar | No es va classificar | 18                          | 16                          |
| 2012                        | Bakú        | Ivi Adamou                            | «La La Love»                        | 16                   | 65                   | 7                           | 91                          |
| 2013                        | Malmö       | Despina Olympiou                      | «An me thimasai»                    | No es va classificar | No es va classificar | 15                          | 11                          |
| No hi va participar en 2014 |             |                                       |                                     |                      |                      |                             |                             |
| 2015                        | Viena       | John Karayiannis                      | «One thing that I should have done» | 22                   | 11                   | 6                           | 87                          |
| 2016                        | Estocolm    | Minus One                             | «Alter ego»                         | 21                   | 96                   | 8                           | 164                         |
| 2017                        | Kíev        | Hovig                                 | «Gravity»                           | 21                   | 68                   | 5                           | 164                         |
| 2018                        | Lisboa      | Eleni Foureira                        | «Fuego»                             | 2                    | 436                  | 2                           | 262                         |
| 2019                        | Tel-Aviv    | Tamta Goduadze                        | «Replay»                            | 13                   | 109                  | 9                           | 149                         |
| 2020                        | Rotterdam   | Sandro Nicolas                        | «Running»                           | Festival cancel·lat  | Festival cancel·lat  | Festival cancel·lat         | Festival cancel·lat         |
| 2021                        | Rotterdam   | Élena Tsangrinú                       | «El Diablo»                         | 16                   | 94                   | 6                           | 170                         |
| 2022                        | Torí        | Andromache                            | «Ela»                               | No es va classificar | No es va classificar | 12                          | 63                          |
| 2023                        | Liverpool   | Andrew Lambrou                        | «Break a Broken Heart»              | 12                   | 126                  | 12                          | 63                          |
| 2024                        | Malmö       | Silia Kapsis                          | «Liar»                              | 15                   | 78                   | 6                           | 67                          |
| 2025                        | Basilea     | Theo Evan                             | «Shh»                               | No es va classificar | No es va classificar | 11                          | 44                          |
| 2026                        | Àustria     |                                       |                                     |                      |                      |                             |                             |

## Galeria d'imatges

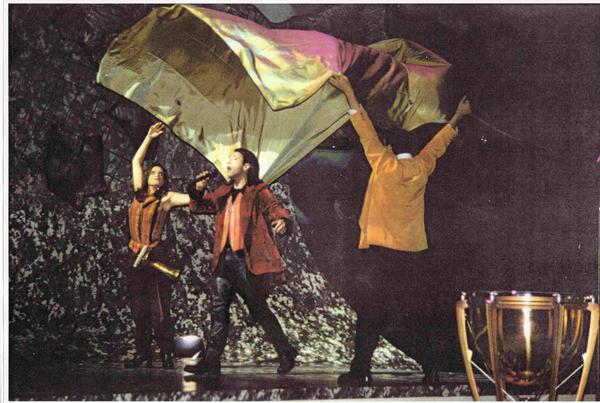
Alex Panayi a Dublín (1995)
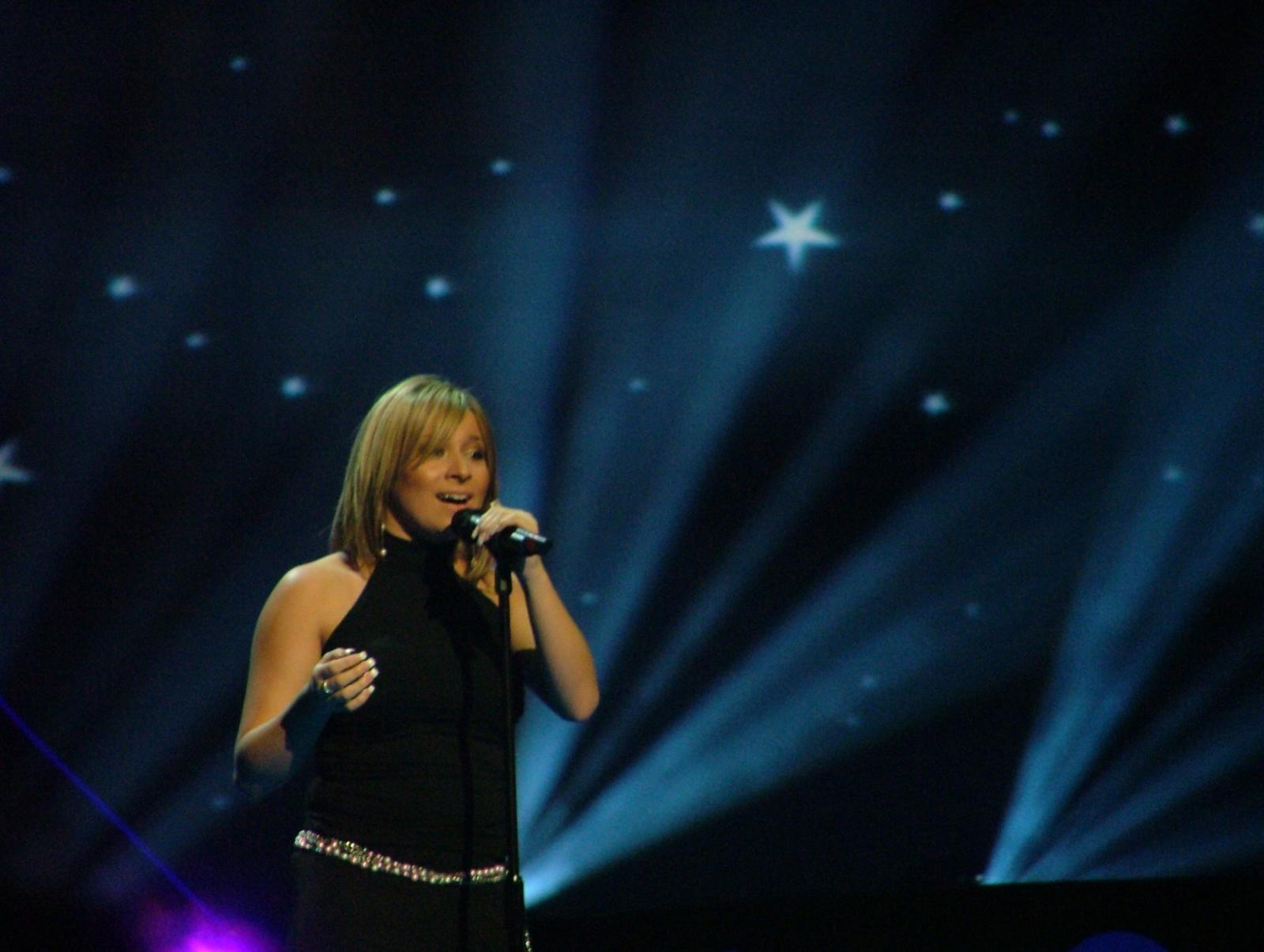
Lisa Andreas a Istanbul (2004)
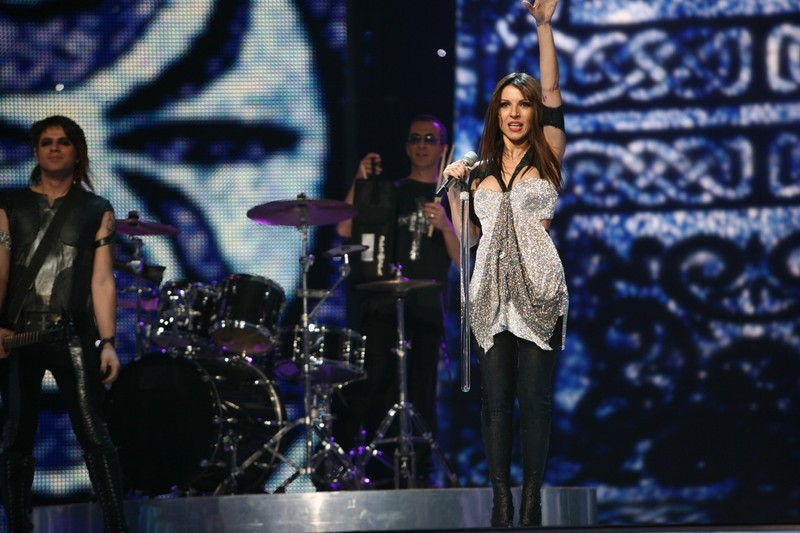
Evridiki a Hèlsinki, al Festival de 2007. Ja havia participat al 1992 i 1994
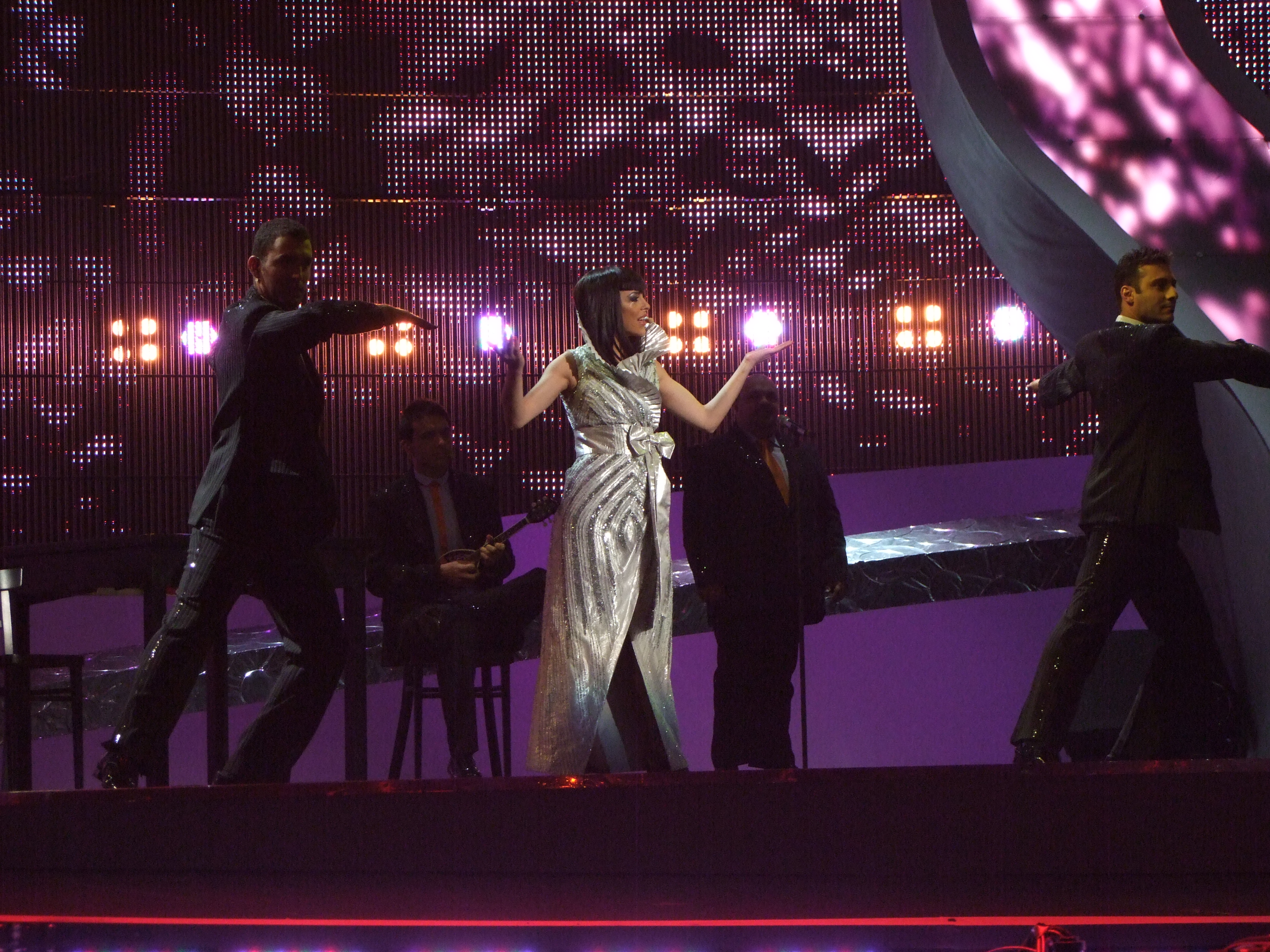
Evdokia Kadi a Belgrad (2008)
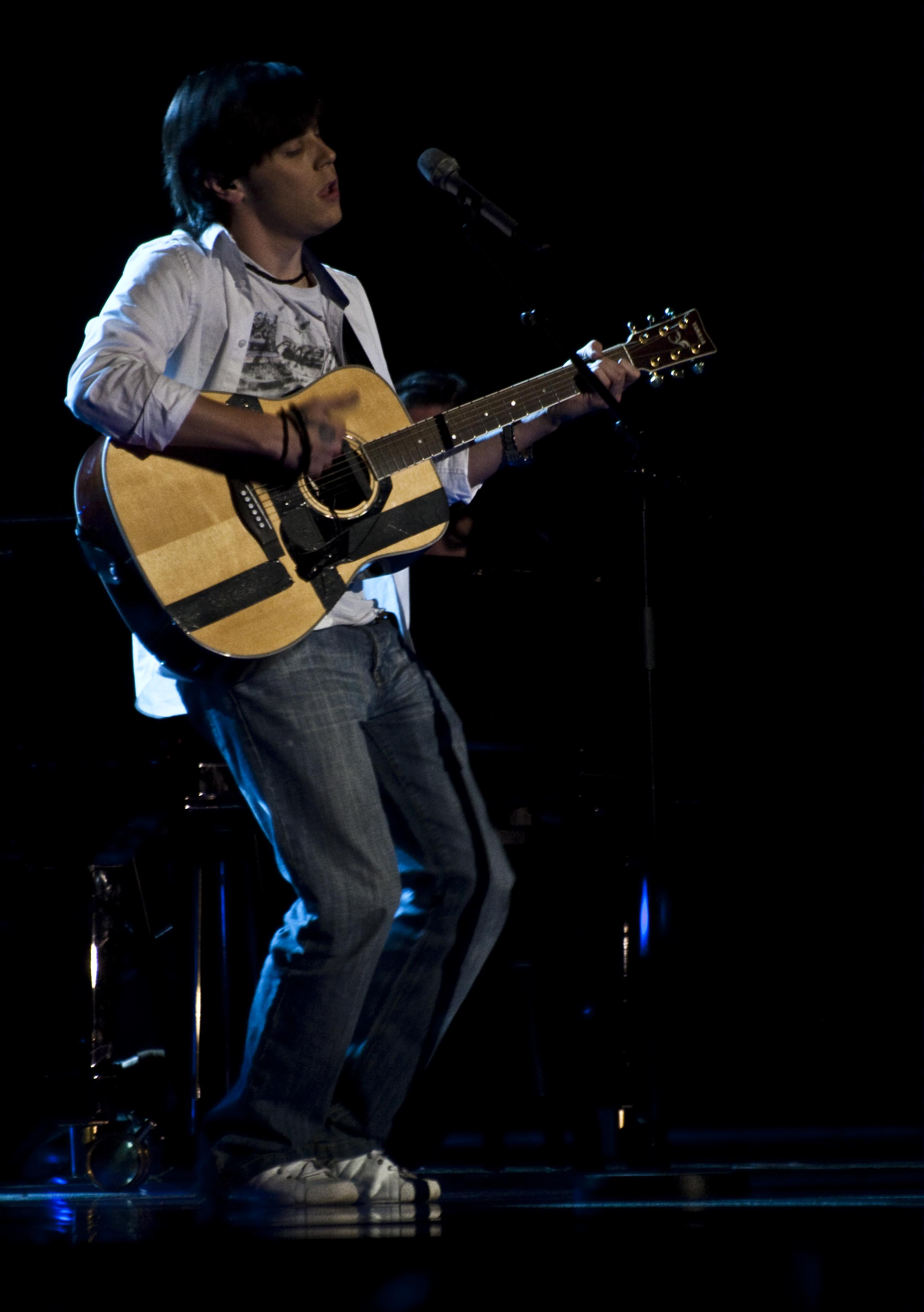
Jon Lilygreen i The Islanders a Oslo (2010)
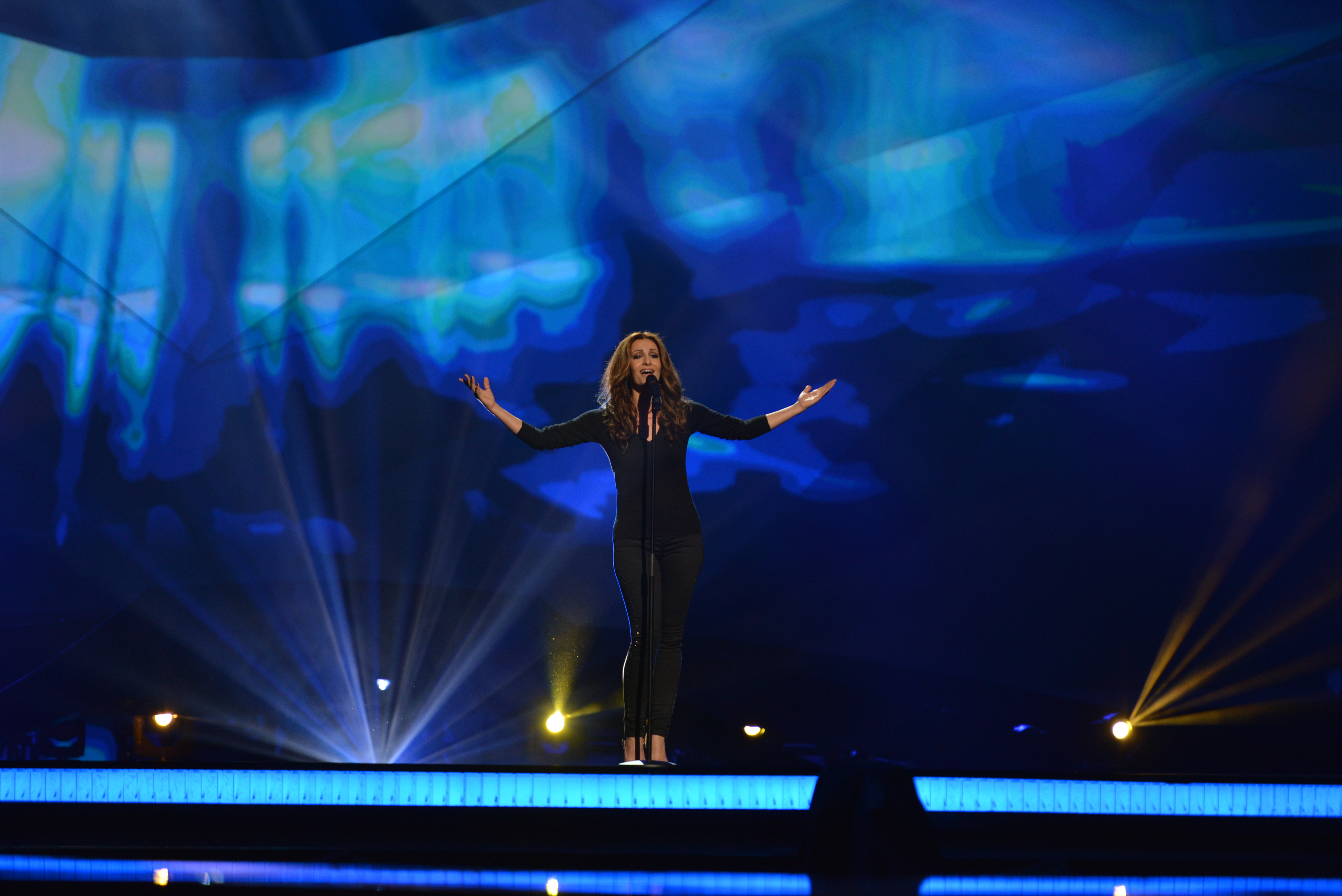
Despina Olympiou a Malmö (2013)
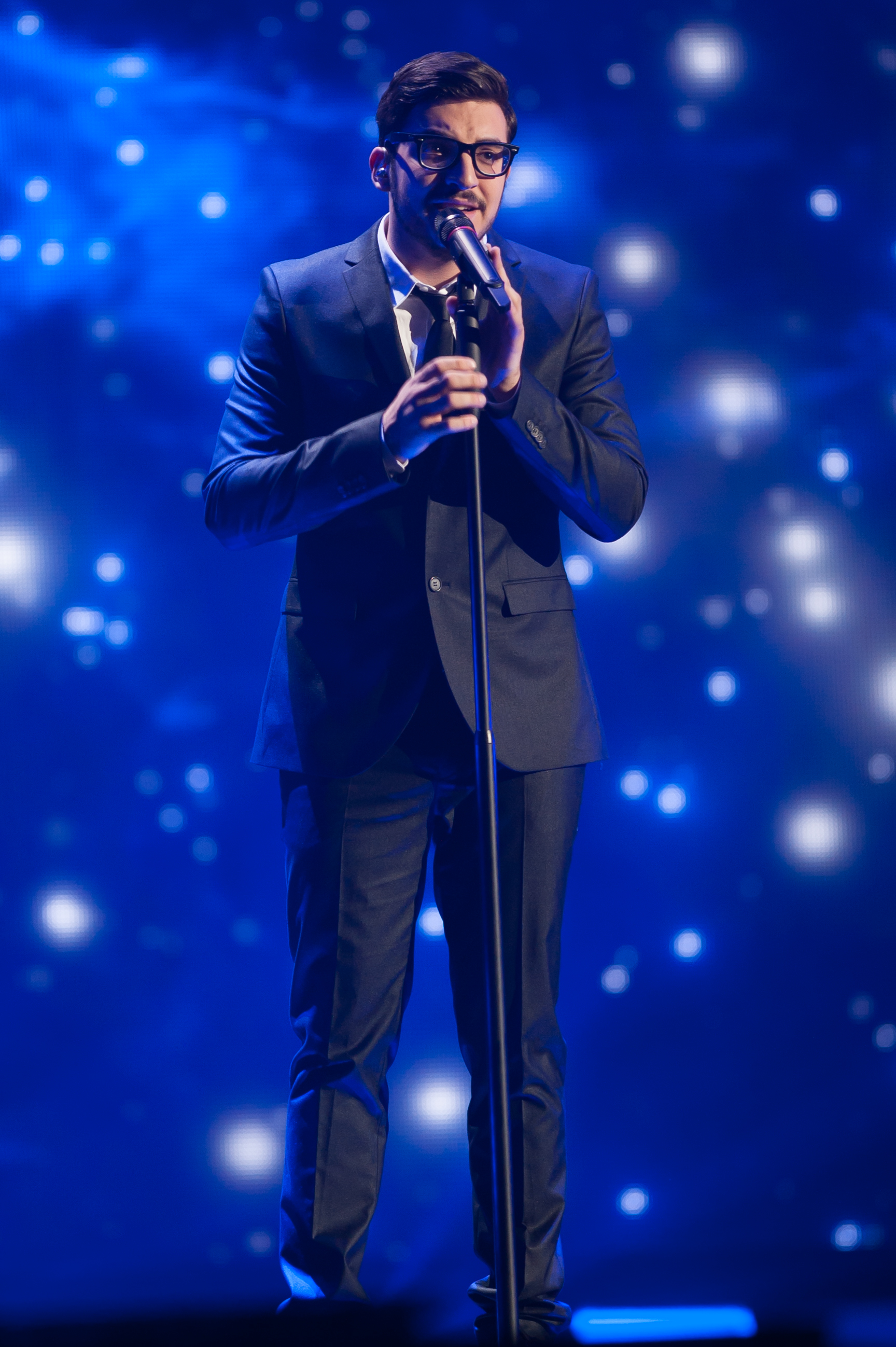
John Karayiannis a Viena (2015)
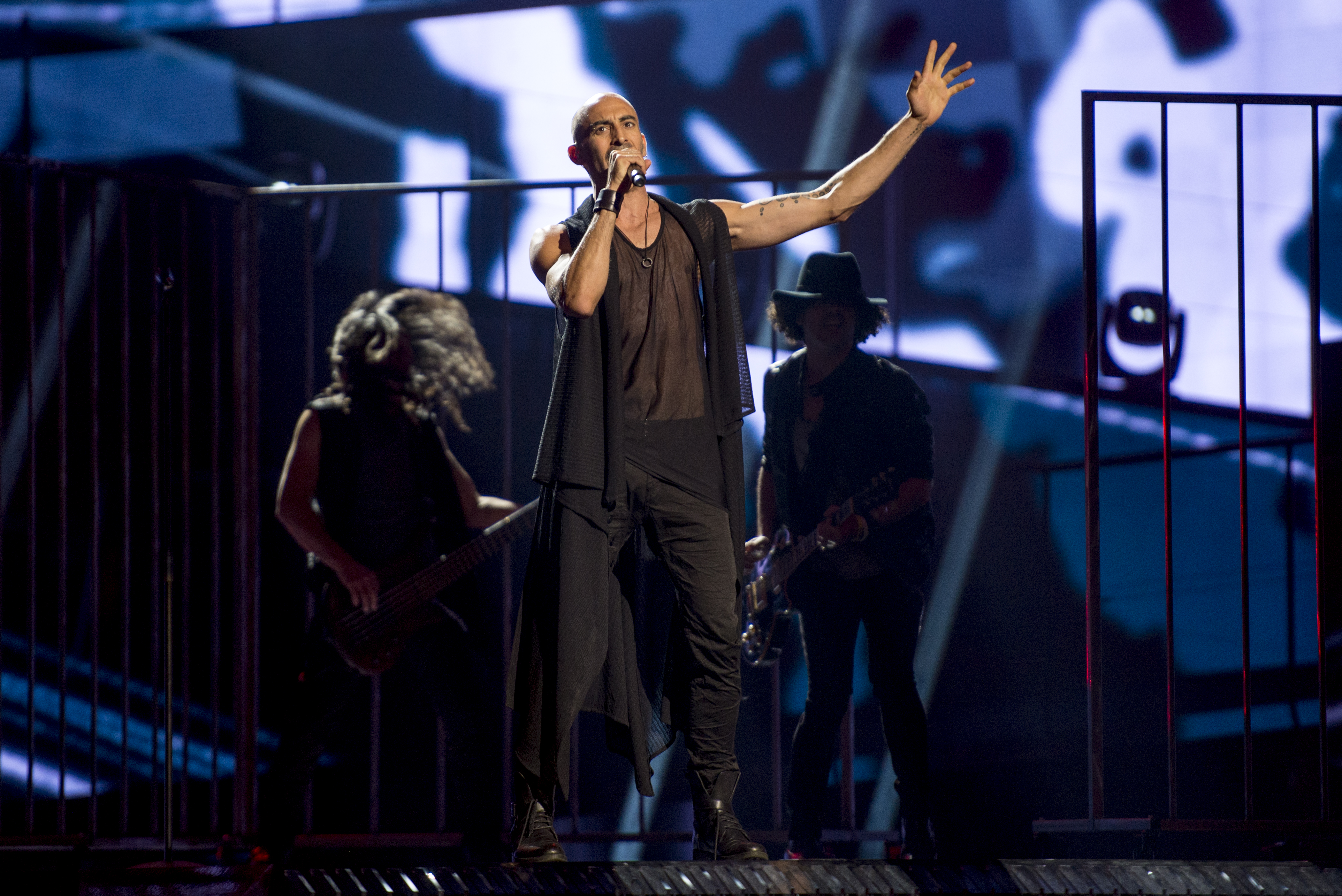
Minus One a Estocolm (2016)
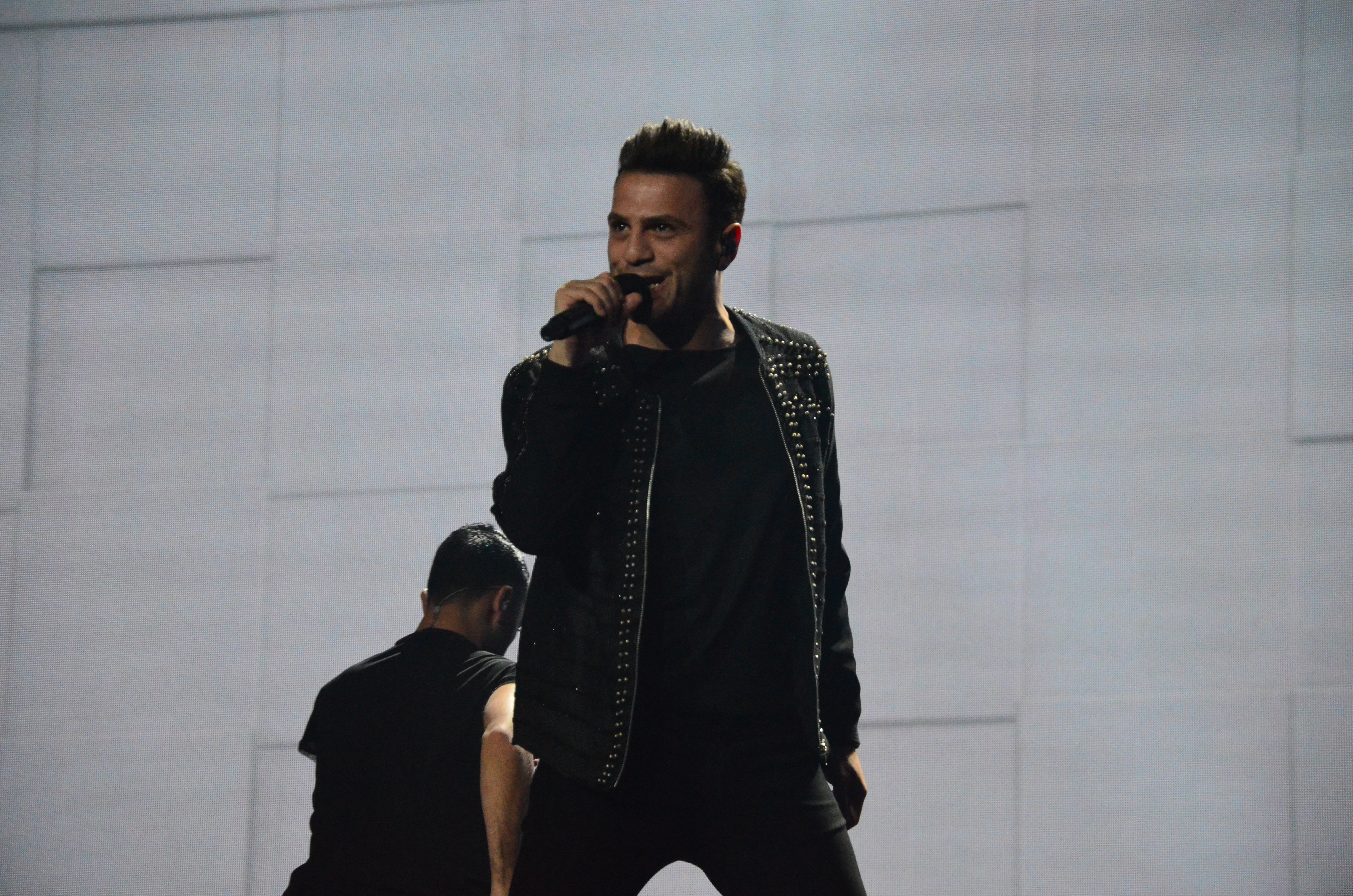
Hovig a Kíev (2017)
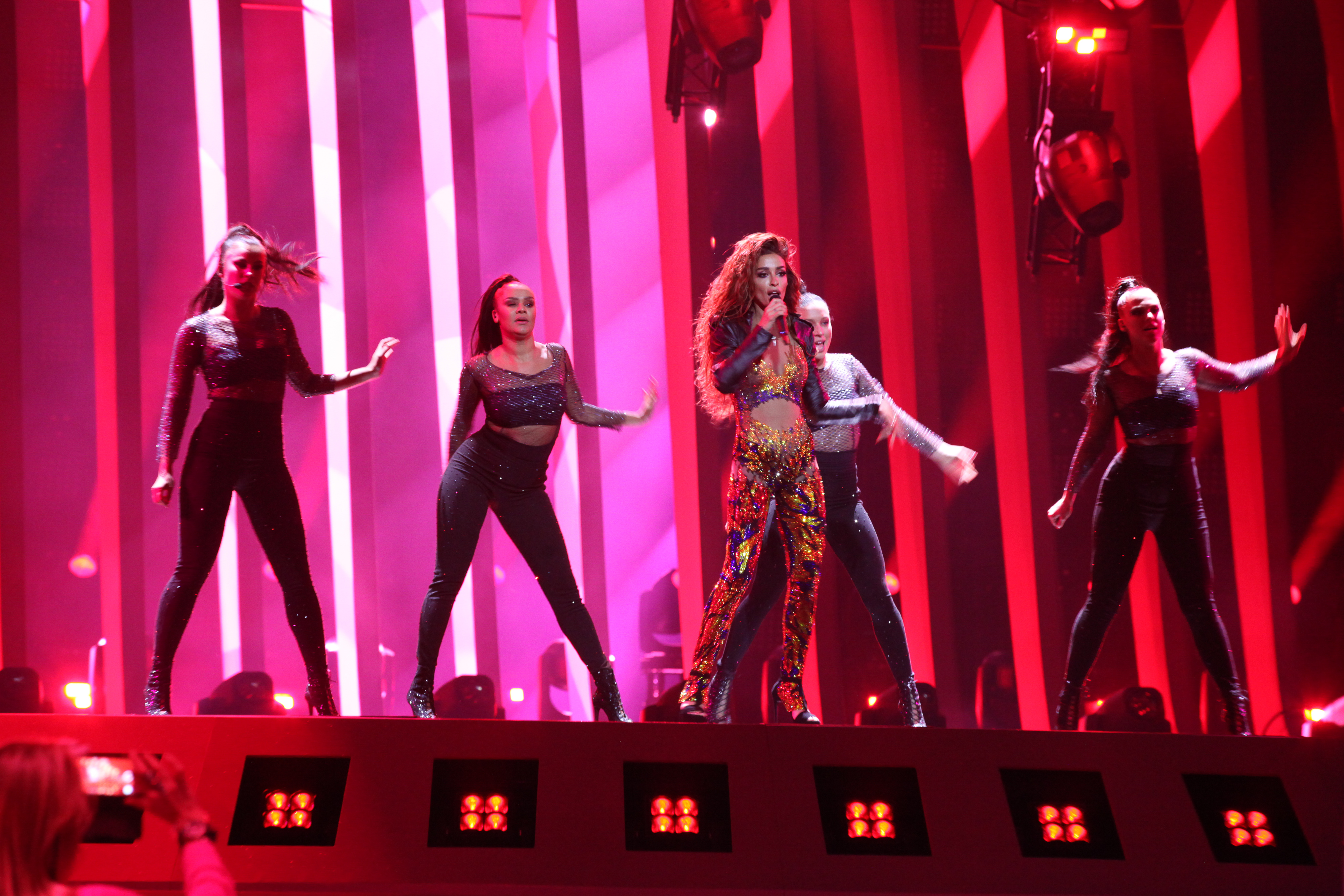
Eleni Foureira a Lisboa (2018)
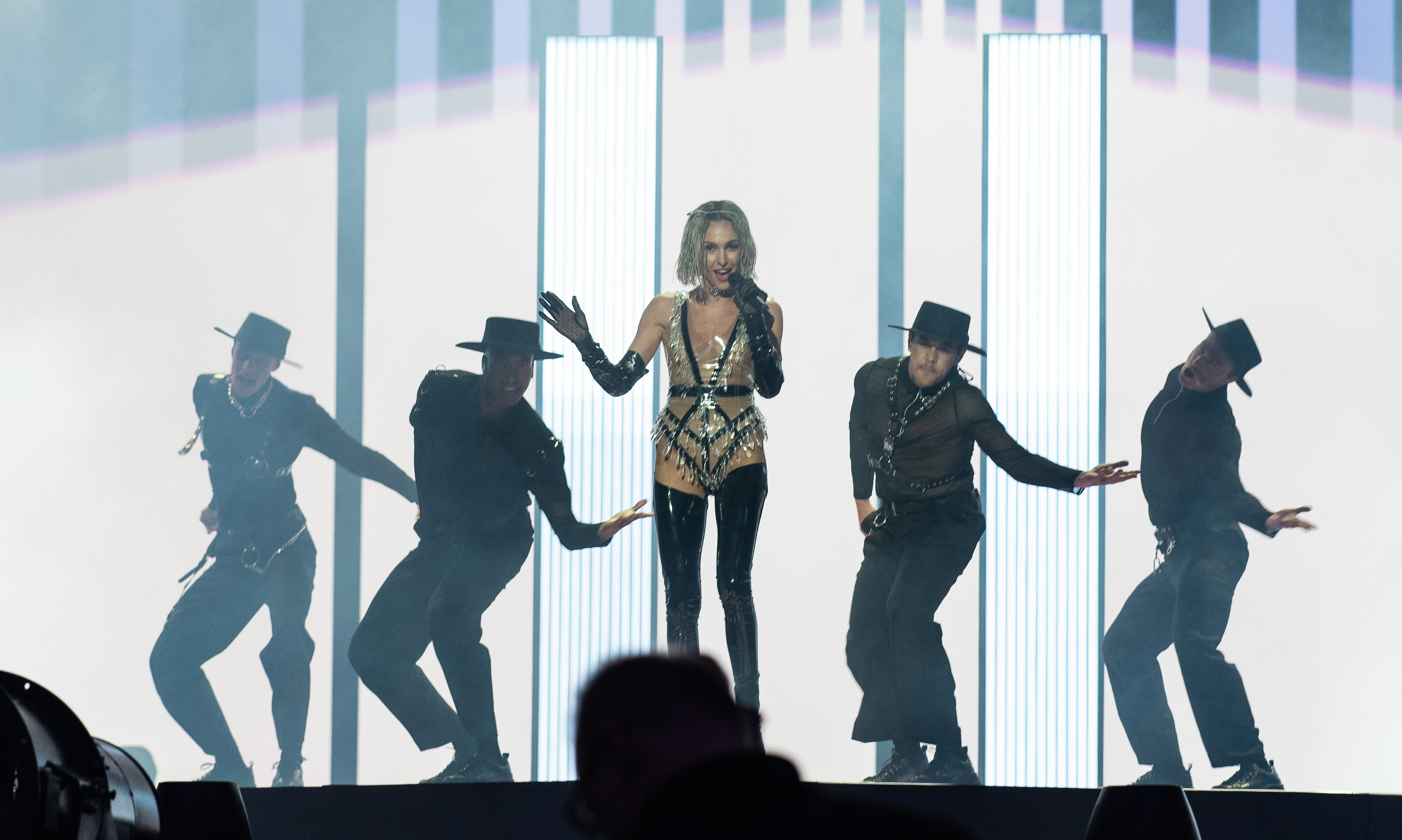
Tamta a Tel-Aviv (2019)